# Маргарет Мацантини
Маргарет Мацантини (итал. Margaret Mazzantini; Даблин, 27. октобар 1961) је италијанска књижевница и глумица.
Мацантини је кћи италијанског писца и ирске вајарке. Завршивши студије драмске уметности, постала је филмска, телевизијска и позоришна глумица, али је позната по свом књижевном стваралаштву. Својим првим романом, Il catino di zinco (Цинкани умиваоник, 1994) улази у ужи избор за књижевну награду Premio Campiello.
Роман Non ti muovere (Остани ту, 2001) осваја 2002. године награду Стрега. По њему је две године касније снимљен истоимени филм који је режирао муж Маргарет Мацантини, Серђо Кастелито. Уз Пенелопе Круз, Кастелито игра и главну улогу.
Мацантини се 1987. године удала за Кастелита, са којим има четворо деце. године. Живи у Риму.

## Дела
- (Цинкани умиваоник), 1994.
- (Манола), 1998.
- (Остани ту), 2001.
- (Зоро. Пустињак на плочнику), 2004.
- , (Дошао на свет), 2008.